# Pemberton, Tây Úc
Pemberton là một thị trấn ở Tây Úc, Úc. Thị xã được đặt tên theo người định cư đầu tiên Pemberton Walcott. Đây là nơi có cây karri, cây lớn nhất ở Tây Úc và cây gỗ lớn thứ 3 trên thế giới. Thị xã được kết nối bằng giao thông công cộng để Perth qua SW1 và SW2 Transwa.

## Lịch sử
Pemberton đã có các bộ lạc thổ dân Úc Bibbulmun sinh sống cho đến khi các nhà thám hiểm da trắng định cư khu vực trong thập niên 1880. Ngành công nghiệp gỗ được thành lập vào năm 1912 và thị trấn phát triển. Các khu đất miễn phí đã được cung cấp cho các nhóm dân định cư trong năm 1920.
Gỗ vẫn là ngành hàng đầu, tuy nhiên sữa và các loại cây trồng như súp lơ, khoai tây và hoa bia đã được phát triển. Trong thập niên 1980 Pemberton bắt đầu phát triển như là một thành phố du lịch. Du lịch hiện nay đóng một vai trò quan trọng sau khi tăng trưởng dựa trên khai thác gỗ giảm mạnh do chính phủ tiểu bang hạn chế vào năm 2003. Thay vì đóng cửa, các nhà máy gỗ Pemberton đã chuyển sang trồng cao su màu xanh và thông ngoài karri. Nghề trông nho bây giờ rộng rãi đề án thành lập với nhiều đầu tư mua lại khu vực rộng lớn của các đồng cỏ và chuyển sang vườn nho. 